# Gaston Haelling
Gaston Haelling , né le 16 avril 1886 à Montrouge et mort le 17 juillet 1958 dans la clinique de Chaillot dans le 16e arrondissement de Paris, est un ingénieur français, ingénieur en chef des ponts et chaussées, directeur des ports de Strasbourg et de Kehl et du port autonome de Strasbourg, directeur général de la Société de construction des Batignolles et préfet du Bas-Rhin de 1944 à 1945.

## Biographie
Gaston Haeling est le fils de Joseph Jules Haelling, docteur en médecine, et de Pauline Maronnier. Le 23 mars 1920, il épouse Gabrielle Treillat à Strasbourg.
Il étudie à l’École polytechnique puis à l’École nationale des ponts et chaussées. En 1913, il est ingénieur des Ponts et Chaussées.
Pendant la Première Guerre mondiale, il est capitaine du génie. En 1918, il collabore à la mise au point des clauses rhénanes du traité de paix.
En 1919, il est attaché technique des ports de Strasbourg et de Kehl, il en devient le directeur en 1923. Il acquiert la réputation d'expert de l’économie française rhénane. Il participe aux négociations entre l’État et la ville de Strasbourg pour la mise au point des textes organiques du port autonome de Strasbourg.
En 1926, il est directeur du port autonome de Strasbourg dont il développe l'activité et le rayonnement.
En 1938, il est ingénieur-conseil de la Société de construction des Batignolles. Il en devient le directeur général en 1939.
Pendant la Seconde Guerre mondiale, le 23 novembre 1944, général Charles de Gaulle, le nomme préfet du Bas-Rhin pour remettre en route l'administration française. Il quitte ses fonctions le 8 mai 1945.
Il se consacre à l'économie alsacienne comme président de la Cellulose de Strasbourg, puis de la Société alsacienne de développement et d’expansion (SADE).
Il écrit plusieurs ouvrages.

## Distinctions
- Officier de la Légion d'honneur[4] ;
- Croix de guerre 1914–1918[4] ;
- Chevalier de l'ordre de Léopold[4] ;
- Commandeur de l'ordre du Ouissam alaouite[4].

## Publications
- 2e section, Navigation intérieure, Le port de Strasbourg, 1924
- Le Rhin, politique, économique, commercial, 1930
- Léon Dusuzeau, inspecteur général des Ponts et Chaussées, président du Conseil d'administration du port autonome de Strasbourg, 1937
- L’Organisation scientifique du travail et l'industrie des travaux publics et du bâtiment, 1942
- Quelques particularités de la reconstruction des ouvrages en maçonnerie et des souterrains de la S.N.C.F., 1942
- Rhin, Meuse, Escaut, 1946
- Maintenir la France : commentaires alsaciens sur la guerre, 1946
- Palestine Israélienne, 1952
- Une préfecture désannexée: Strasbourg, 23 nov. 1944 - 6 mai 1945, 1954